# Lado-enclave
De Lado-enclave is een territorium dat tussen 1894 en 1910 deel uitmaakte van de toenmalige Onafhankelijke Congostaat. Tegenwoordig hoort het deels tot Zuid-Soedan en deels tot Oeganda.
In 1894 werd het gebied, dat tot dan toe tot de provincie Equatoria van het Egyptisch-Ottomaanse rijk had behoord, in een verdrag tussen het Verenigd Koninkrijk (dat in die tijd als koloniale macht voet aan de grond kreeg in die contreien) en de Onafhankelijke Congostaat voor de duur van het leven van Leopold II van België aan Leopold verpacht. Op die manier kreeg de Congostaat toegang tot de Nijl (Rejaf, de laatste toegankelijke haven voor schepen op de Witte Nijl, lag namelijk in het Lado-gebied), en vermeden de Engelsen dat het territorium in handen van de Fransen zou vallen. In ruil voor deze deal stond Leopold een deel van de Congostaat af aan de Britten voor de aanleg van de (overigens nooit voltooide) Kaap-Caïro-spoorwegverbinding. Het gebied was overigens geen echte enclave, maar was territoriaal met Congo verbonden.
Het gebied was 39.000 km² groot en had ongeveer 250.000 inwoners. In 1909 stierf Leopold II, waardoor het verdrag verliep en het hele gebied in 1910 terugkeerde naar Soedan, dat intussen van een Egyptisch-Ottomaanse provincie een Anglo-Egyptisch condominium was geworden. Het zuidelijke deel werd in 1912 overgeheveld naar de Britse kolonie Oeganda.

## Belgische commandanten
'Commandants Supérieur' van Uele en de Lado Enclave
- 17 februari 1897 - november 1897: Louis Napoléon Chaltin
- november 1897 - 15 december 1898: Léon Charles Edouard Hanolet
- 15 december 1898 - 1 mei 1900: Jean Baptiste Josué Henry de la Lindi
- 1 mei 1900 - maart 1902: Louis Napoléon Chaltin
- maart 1902 - januari 1903: Léon Charles Edouard Hanolet
- januari 1903 - 24 maart 1904: Georges François Wtterwulghe
- 24 maart 1904 - 1904: Florian Alexandre François Wacquez (waarnemend voor Wtterwulghe to 8 mei 1904)
- 1904 - mei 1907: Ferdinand, baron de Rennette de Villers-Perwin (waarnemend tot Aug 1906)

Hoofd van de Lado Enclave Zone
- 1899 - 1900: Gustave Ferdinand Joseph Renier

Commandanten van de Lado Enclave
- 1900 - januari 1903: Gustave Ferdinand Joseph Renier
- januari 1903 - augustus 1903: Albéric Constantin Édouard Bruneel
- augustus 1903 - maart 1905: Henri Laurent Serexhe
- maart 1905 - januari 1908: Guillaume Léopold Olaerts
- januari 1908 - april 1909: Léon Néstor Preud'homme
- april 1909 - 1910: Alexis Bertrand
- 1910 - juni 1910: Charles Eugène Édouard de Meulenaer